# Citaverde College
CITAVERDE College was sinds 2006 de naam van het AOC-Limburg, een conglomeraat van scholen die onderwijs bieden in het vmbo en mbo gericht op de agrarische sector in de Nederlandse provincie Limburg. Sinds 1 augustus 2021 is CITAVERDE College gefuseerd met Helicon opleidingen en Wellantcollege en samen heten zij nu Yuverta.

## Geschiedenis
In 1911 werd door de Limburgse land- en tuinbouw een commissie opgericht die het landbouwonderwijs voor boerendochters moest opzetten. Rector Rijs, J.J.C. Ament en ondervoorzitter H. Pijls kregen de opdracht de komst van een landbouwhuishoudschool voor te bereiden. Om alle activiteiten op onderwijsgebied te centraliseren werd in 1914 de Vereniging tot verschaffing en bevordering van opvoeding en onderwijs ten behoeve van den land- en tuinbouwenden stand, al snel de vereniging van landbouwonderwijs genoemd, opgericht. Deze vereniging was gevestigd te Roermond en had als doelstelling het verzorgen van land- en tuinbouwonderwijs en huishoudonderwijs op het Limburgse platteland.
In de jaren 50 en 60 van de twintigste eeuw was dit onderwijs gegroeid tot meer dan 50 op zichzelf staande scholen; het betrof naar 21e-eeuwse maatstaven over het algemeen kleine scholen.
In de loop van de jaren 60 en 70 werd een aantal van deze scholen opgeheven of samengevoegd. Bij de ingang van de zogenaamde Mammoetwet in 1968 kwamen naast voormelde scholen andere soorten van onderwijs zoals leao, lto en meao onder het bevoegd gezag van deze vereniging. De naam van de vereniging werd gewijzigd in Vereniging voor Voortgezet Onderwijs in Limburg (VVOL).
De lagere agrarische scholen van deze vereniging gingen in het begin van de jaren 70 onderwijs verzorgen onder de naam Biologische School. Een aantal van deze scholen werden samen met scholen voor lhno, leao en/of lto opgenomen in scholengemeenschappen. In een aantal plaatsen in de provincie Limburg werden nadien ook mavo’s in deze scholengemeenschappen opgenomen.
De middelbare agrarische scholen bleven destijds zelfstandig; de Middelbare Tuinbouwschool Venlo te Venlo heeft enige tijd samen met een school voor meao een scholengemeenschap gevormd, maar deze meao is na een paar jaar zelfstandig verder gegaan als het Puteanus College Venlo.
Sinds september 2021 is de school gefuseerd met Helicon opleidingen en het Wellantcollege. Het nieuwe scholenconglomeraat draag de naam Yuverta.

## Vestigingen
Het onderwijs werd aanvankelijk op deze zes locaties gegeven. In de loop van de jaren 1990 werden deze locaties samengevoegd tot drie unilocaties in Roermond, Horst en Heerlen. Aan deze unilocaties werd onderwijs gegeven in het vmbo, mbo en cursorisch onderwijs aan volwassen.
Het AOC-Limburg werd per 1 augustus 1991 opgericht; in dit AOC-Limburg werden opgenomen de Biologische Scholen te Heerlen, Horst en Roermond, de Middelbare Agrarische Scholen te Horst en Roermond en de Middelbare Tuinbouwschool te Venlo.
Met ingang van 1 augustus 1999 werd de Sint Willibrordus Mavo te Nederweert in het AOC-Limburg opgenomen.
Per 1 augustus 2008 heeft CITAVERDE College vijf onderwijslocaties, te weten: Roermond, Horst, Heerlen, Nederweert en Maastricht. Locatie Maastricht is in 2019 gesloten en de opleidingen, studenten en docenten zijn verplaatst naar Heerlen. 

## Onderscheiding
Begin 2015 kreeg het CITAVERDE College voor de derde keer op rij het predicaat excellente school uitgereikt van premier Rutte en staatssecretaris Dekker.